# 황인성 (1964년)
황인성(1964년 3월 7일~)은 1985년에 패션 모델로 처음 입문한, 대한민국의 배우이자 기업인이다. 현재 《레드박스 엔터테인먼트》의 CEO 대표이사이기도 하다.
1985년 패션 모델로 첫 데뷔하였고, 이듬해 1986년 연극배우로도 데뷔하였으며, 이후 1989년 MBC 문화방송 TV 드라마에 첫 출연하였고, 1991년에 영화배우로 데뷔한 이후, 1992년 KBS 한국방송공사 TV 드라마에도 첫 출연했으며, 이듬해 1993년 MBC 문화방송 22기 공채 탤런트로 정식 선발되었다.

## 학력
- 숭실대학교 전자계산학과 학사(1994년 2월)

## 출연작

### 영화
- 1991년 《뽕 3》
- 1999년 《쉬리》
- 2000년 《불후의 명작》
- 2005년 《무영검》

### 텔레비전 드라마
- 1989년 MBC 드라마 《제2공화국》 ... 이인수 역
- 1990년 MBC 드라마 《마당 깊은 집》
- 1992년 KBS1 드라마 《삼국기》 ... 김반굴 역
- 1993년 MBC 드라마 《파일럿》
- 1993년 MBC 드라마 《사춘기》
- 1993년 MBC 드라마 《우리들의 천국》
- 1994년 MBC 드라마 《마지막 승부》
- 1994년 MBC 드라마 《사랑을 그대 품안에》
- 1994년 MBC 드라마 《캠퍼스 연가》
- 1994년 MBC 드라마 《M》
- 1994년 MBC 드라마 《종합병원》
- 1994년 MBC 드라마 《베스트극장》
- 1994년 MBC 드라마 《천국의 나그네》
- 1995년 MBC 드라마 《까레이스키》
- 1995년 MBC 시트콤 《두 아빠》
- 1995년 MBC 드라마 《제4공화국》
- 1996년 MBC 드라마 《자반고등어》
- 1996년 KBS 드라마 《프로젝트》
- 1996년 MBC 드라마 《가슴을 열어라》
- 1997년 MBC 드라마 《신데렐라》
- 1997년 MBC 드라마 《불꽃놀이》
- 1997년 MBC 시트콤 《남자 셋 여자 셋》
- 1997년 SBS 드라마 《달팽이》
- 1998년 MBC 시트콤 《여자 대 여자》
- 1998년 EBS 드라마 《내일》
- 2001년 SBS 드라마 《그래도 사랑해》
- 2001년 KBS 드라마 《동서는 좋겠네》
- 2004년 SBS 드라마 《소풍가는 여자》 ... 하선재 역
- 2005년 SBS 드라마 《사랑공감》 ... 김동우 역

### 연극
- 1986년 《햄릿》 ... 오즈리크 역

### 뮤지컬
- 1986년 《아가씨와 건달들》

### 라디오 프로그램
- 2014년 EBS FM 《EBS 책 읽는 라디오 낭독 시리즈》